# Ilha dos Porcos
A Ilha dos Porcos está situada no litoral do Rio de Janeiro, na baía de Angra dos Reis.
A ilha, uma das maiores da baía de Angra, é também conhecida como Ilha do Pitanguy, por pertencer ao cirurgião plástico Ivo Pitanguy.
Conforme o Vocabulário da Língua Brasílica, o nome nativo da ilha, oriundo da língua tupi, era amokoguaba, que significa "lugar de os mocós beberem água (amokó, mocó, guaba > 'u + aba, lugar de beber).